# Amphixystis oxymoris
Amphixystis oxymoris är en fjärilsart som beskrevs av Edward Meyrick 1916. Amphixystis oxymoris ingår i släktet Amphixystis och familjen äkta malar. Inga underarter finns listade i Catalogue of Life.